# Libertarianisme
Ne doit pas être confondu avec Libéral ou Libertaire.

Le drapeau de Gadsden, symbole des libertariens. Le slogan Don't tread on me signifie « Ne me marche(z) pas dessus ». Le serpent à sonnette est un animal inoffensif tant qu'il n'est pas agressé.

Le libertarianisme est une idéologie et philosophie politique développée aux États-Unis autour d'un « groupe de théories qui donnent une priorité stricte à la liberté et au droit naturel, mettant l'accent sur la liberté de choix, l'individualisme et l'association volontaire sur d'autres valeurs telles que l'autorité, la tradition et l'égalité ».
Les libertariens ont en commun de penser que l'État est une institution coercitive, illégitime, voire — selon certains — inutile ; et de valoriser la liberté individuelle et d'association volontaire. Ils veulent s'appuyer sur un libéralisme économique, s'exerçant dans le cadre d'un capitalisme dérégulé, et un État minimal (minarchisme) ou une absence d'État (anarcho-capitalisme et ses variantes de gauche tel que l'agorisme et l'anarchisme de marché). Selon les libertariens, le libre marché s'autorégulerait et suffirait pour efficacement allouer les ressources et assurer la croissance économique. Le but étant de parvenir à une société qui respecterait au maximum, selon eux, la liberté individuelle et plus particulièrement la propriété privée.
C'est l'idéologie qui sous-tend la création du Parti libertarien dans les années 1970 à la suite des publications de Robert Nozick qui prônent alors l'adoption du minarchisme en remplacement de l'anarcho-capitalisme originel du mouvement. Le libertarianisme repose sur une émancipation qui s'opposerait à l'assujettissement, d'où découlent une philosophie et une organisation de la vie en société permettant à chacun de jouir d'un maximum de liberté.
Les libertariens cherchent à maximiser l'autonomie et la liberté politique, et à minimiser l'empiétement de l'État sur les violations des libertés individuelles, mettant l'accent sur l'état de droit, le pluralisme, le cosmopolitisme, la coopération, les droits civils et politiques, la liberté d'expression, la liberté de circulation et l'individualisme. Les libertariens rejettent l'autoritarisme, l'étatisme, le nationalisme, le militarisme, le corporatisme toutefois certains libertariens divergent sur la portée de leur opposition aux systèmes économiques et politiques existants, de ce sens, cela donne ainsi des factions telles que le libertarianisme conservateur à droite et le libertarianisme de gauche.
En 2023, Javier Milei, élu président de l'Argentine, se présente comme le « premier président libertarien de l'histoire » et se revendique comme étant un partisan de la pensée rothbardienne.

## Étymologie, sémantique
Le mot libertarien est l'adaptation en français de l'anglais libertarian, lui-même traduction anglaise du français libertaire.

### Origine française de l'anglaislibertarian

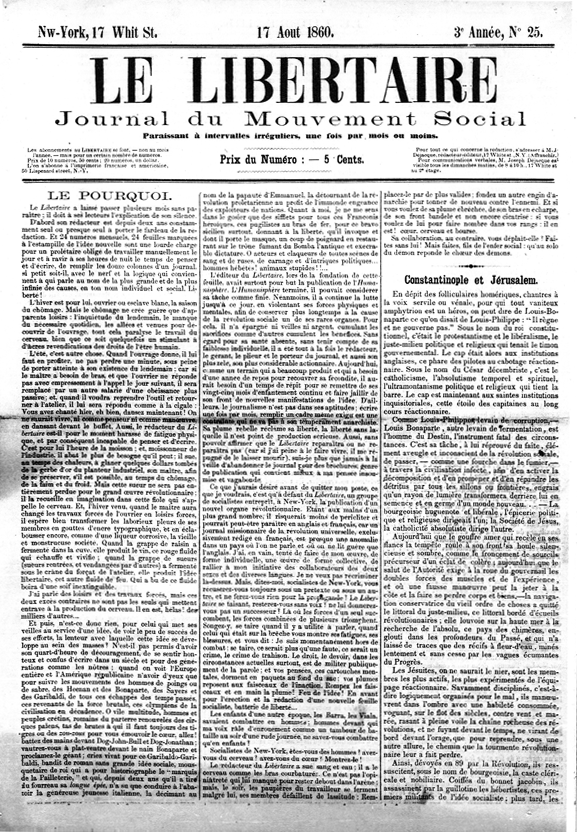
Édition du 17 août 1860 de Le Libertaire, Journal du mouvement social, une publication communiste libertaire à New York.

Le terme libertaire a été créé par Joseph Déjacque en 1857 pour contester les idées de Proudhon, notamment sur la misogynie et le conservatisme. Déjacque, un militant anarchiste, voulait un terme qui incarne une vision de société égalitaire et sans autorité, utilisant libertaire pour contrer le terme libéral. Il l'a également utilisé comme titre pour son journal à New York entre 1858 et 1861. Joseph Déjacque était un anarcho-communiste actif et un journaliste politique.
Le terme a été adopté par les socialistes anti-autoritaires pour désigner l'anarchisme à la fin du XIXe siècle.
Les termes « anarchiste » et « libertaire » ont été utilisés de manière interchangeable, comme lors de la révolution sociale espagnole de 1936 et la guerre d'Espagne, où la militante María Silva Cruz était surnommée « María la Libertaire »,.
Le mot est rendu en anglais par libertarian et est à l'époque peu utilisé dans cette langue en comparaison d'anarchism.

### Changement sémantique du termelibertarianen anglais
Le mot liberal aux États-Unis en étant venu à désigner les progressistes favorables à l'intervention de l'État dans l'économie, des libéraux américains ont repris à leur compte le mot libertarian, se faisant quant à lui le promoteur d'un marché sans entrave au nom de la liberté individuelle.
Comme l'explique Murray Rothbard dans The Betrayal Of The American Right : « Un aspect particulièrement gratifiant de notre accession à une certaine notoriété est que, pour la première fois de ma mémoire, nous, « de notre côté », avions réussi à nous approprier un terme crucial jusque-là aux mains de l'ennemi. Le mot « libertariens » [libertarians en anglais] avait longtemps servi de formule polie pour désigner des anarchistes de gauche, c'est-à-dire des anarchistes opposés à la propriété privée, qu'ils soient d'obédience communiste ou syndicaliste. Mais désormais, ce terme était passé sous notre bannière. » - traduction libre. Le terme « libertarisme » a commencé[Quand ?] à être approprié par la droite politique et les capitalistes.
Ainsi, toujours en anglais, le mot libertarianism est devenu un terme se référant tantôt au libertarianisme, tantôt à l'anarchisme,,,, que l'anglais distingue en parlant de right-wing libertarian et left-wing libertarianism. Ce libertarianisme de droite est devenu la forme la plus courante du libertarianisme aux États-Unis depuis la fin du 20e siècle. Ce changement sémantique est par ailleurs considéré comme une victoire pour les libertariens modernes et une défaite pour les anarchistes,,,,,.

### Puis francisation du termelibertarian
Dans les années 1970, Henri Lepage, en traduisant le terme libertarian, et en l'absence de littérature libertarienne francophone, n'a pas voulu risquer l'amalgame avec les anarchistes socialistes, donc, sous sa plume, Lepage a donc préféré utiliser le terme « libertarien » plutôt que « libertaire » (le mot était déjà employé par les Québécois francophones, ces derniers ont francisés le terme qui est phonétiquement proche de celui en anglais libertarian) :
« Même s'ils défendent une conception capitaliste d'organisation des rapports sociaux, les libertariens se distinguent des courants conservateurs complices du grand capital et du pouvoir des grandes entreprises. Comme les gauchistes, ils ne craignent pas de dénoncer les puissances d'argent et tout ce qui représente le capitalisme monopolistique, responsable à leurs yeux de la croissance du pouvoir d'oppression de l’État moderne. » - Henri Lepage, Demain le capitalisme, 1978
En France, certains libertariens considèrent l'usage du terme comme un anglicisme et une erreur, car dans ce pays, le terme « libéral » ne prête pas à confusion, même s'il a pris un sens plus large. Selon eux, ceux qui s'en réclament défendent bien le libre-échange et la libre entreprise, et ceux qui s'y opposent le font sur cette base. Ils relèvent notamment la tradition de libéraux comme Frédéric Bastiat dont ils se réclament. Ils préfèrent donc se dire tout simplement libéraux.[réf. souhaitée]

## Histoire

### Précurseurs

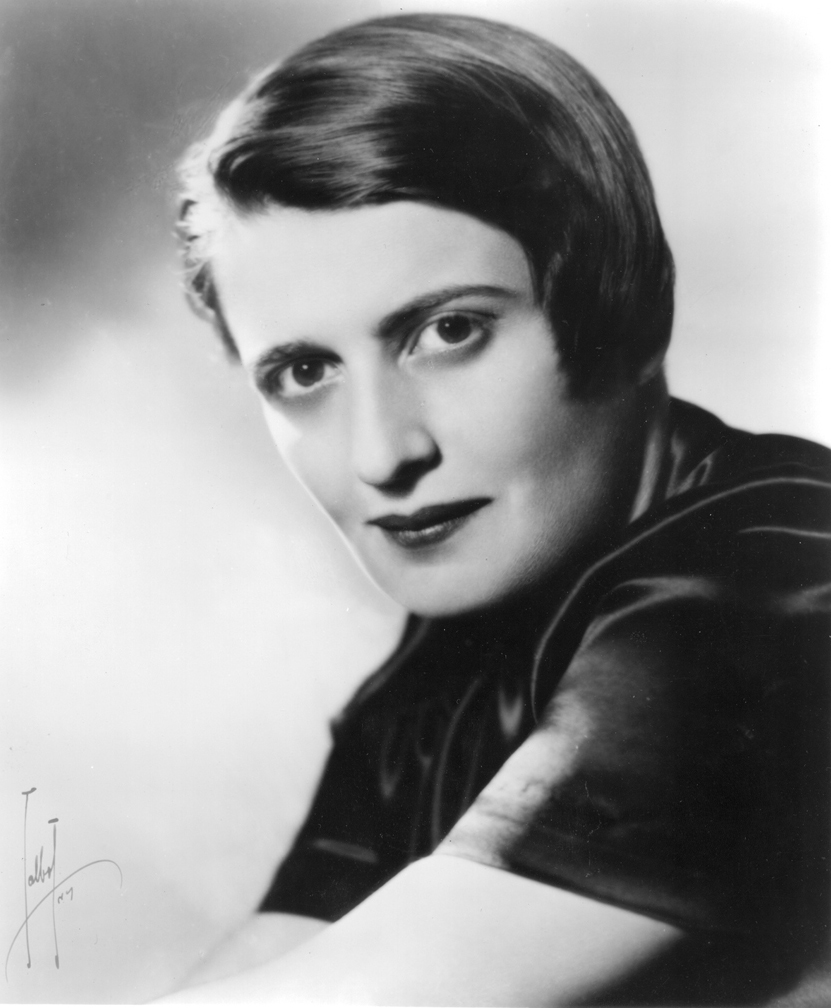
Ayn Rand en 1943.

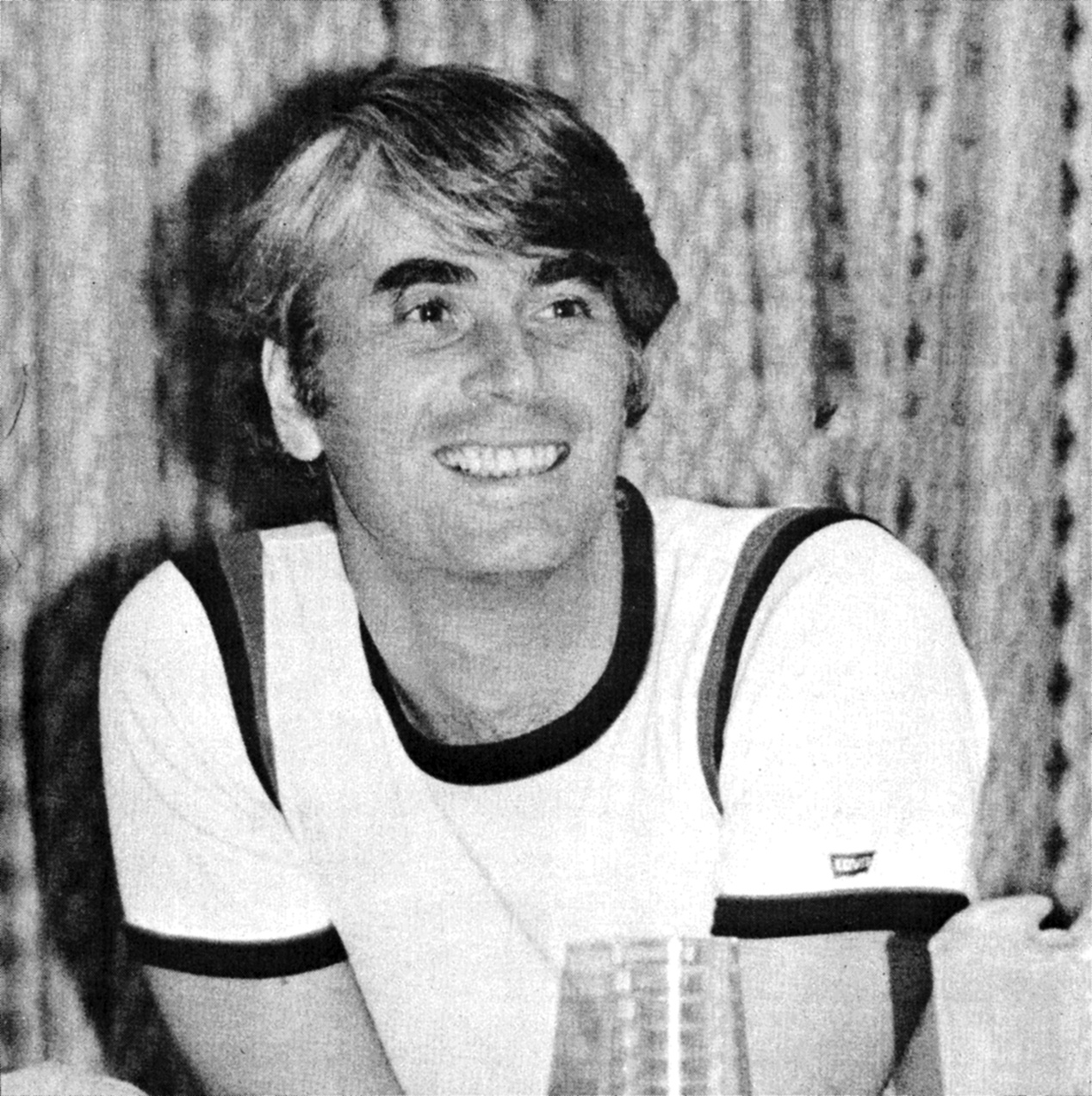
Robert Nozick (ici en 1977) développa le minarchisme.

Le libertarianisme est né aux États-Unis, au milieu du XXe siècle, des œuvres d'écrivains libéraux européens tels que John Locke, Friedrich Hayek et Ludwig von Mises,. Il est communément considéré être une continuation ou une radicalisation du libéralisme classique,.
Les plus importants des premiers théoriciens du libertarianisme seront Murray Rothbard, promoteur de l'anarcho-capitalisme et Robert Nozick qui développera le minarchisme,,. Dans For a New Liberty, Murray Rothbard défend en 1973 l'idée d'une société fondée sur la liberté individuelle, l'absence de l'État et la coopération volontaire, en critiquant les mécanismes coercitifs du gouvernement. En 1974, le libertarianisme acquiert une certaine reconnaissance dans le monde universitaire, notamment après la publication de Anarchie, État et utopie, de Robert Nozick qui critiquait la Théorie de la justice de John Rawls.
En politique, le libertarianisme s'inspire notamment d'auteurs du XIXe siècle comme Wilhelm von Humboldt (Essai sur les limites de l'action de l'État), Herbert Spencer,,,, Lysander Spooner,, et Gustave de Molinari.
En économie, il s'inspire notamment d'idées exprimées au XVIIIe siècle par les physiocrates, notamment Vincent de Gournay et Turgot, et développées entre autres par Condillac (Le commerce et le gouvernement considérés relativement l'un l'autre) et Jean-Baptiste Say dans son Traité d'économie politique. Il s'inspire aussi d'idées développées par l'école autrichienne d'économie, dont les auteurs principaux sont Carl Menger, Ludwig von Mises, Friedrich Hayek, et Murray Rothbard.
Selon David Boaz, en 1943, trois femmes « ont publié des livres dont on pourrait dire qu'elles ont donné naissance au mouvement libertarien moderne ». Le Dieu de la machine de Isabel Paterson, La Découverte de la liberté de Rose Wilder Lane et Ayn Rand's The Fountainhead promouvaient chacun l'individualisme et le capitalisme. Aucune des trois n'a utilisé le terme libertarianisme pour décrire ses convictions et Rand a spécifiquement rejeté cette étiquette, critiquant le mouvement libertarien américain naissant en le qualifiant de « hippies de droite ». Rand a accusé les libertariens de plagier des idées liées à sa propre philosophie de l'objectivisme et d'en attaquer pourtant vicieusement d'autres aspects.
Différentes personnalités ont aujourd'hui ce même rapport au libertarianisme, comme Jimmy Wales, cofondateur de Wikipédia, qui refuse l'étiquette de libertarien et se réclame objectiviste selon la conception d'Ayn Rand.

### Stratégie desthink tanks
Une des spécificités de ce mouvement est de s'être développé en s'appuyant sur un réseau croissant et organisé de think tanks, avec comme point de départ la création de la Foundation for Economic Education par Leonard Read, à New York, en 1946.

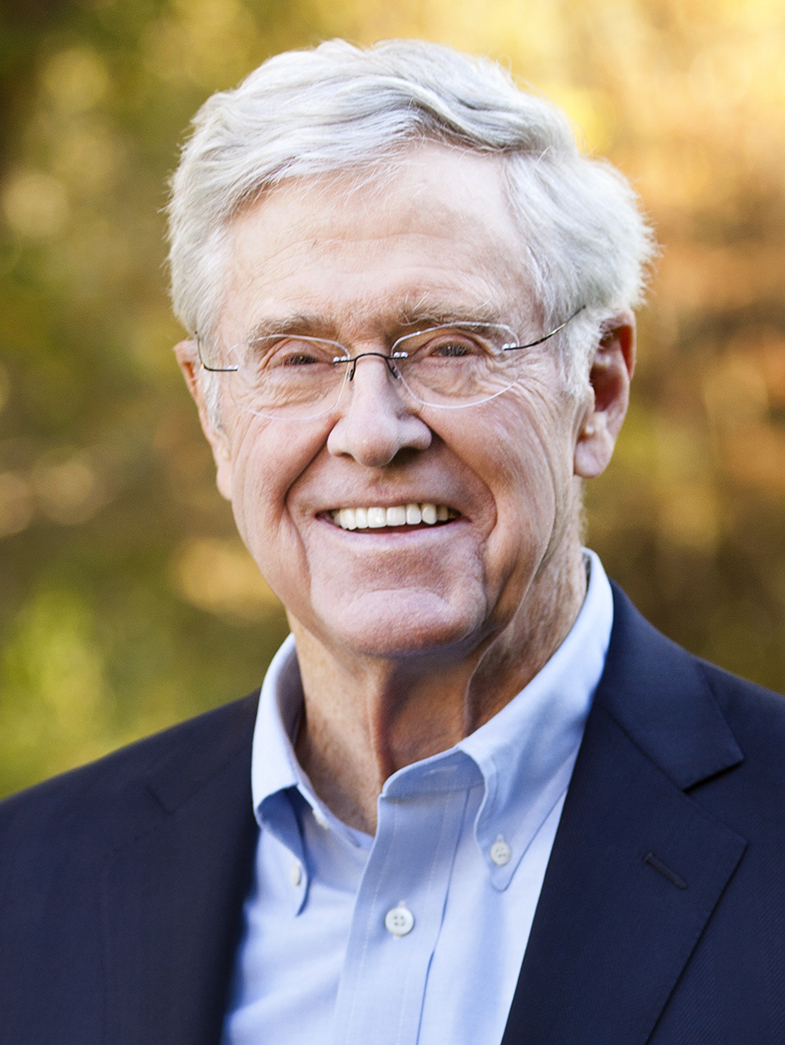
Charles Koch, magnat libertarien du pétrole.

Ensuite, selon les historiens Jenny Andersson et Niklas Olsen (2023), « dans les décennies suivantes, le libertarianisme s'est transformé en un mouvement clandestin de périodiques, d'organisations et de personnalités hautes en couleur, qui avaient peu d'influence apparente sur la société en tant que tels, mais se considéraient comme une minorité assiégée agissant comme une avant-garde des idées capitalistes radicales ». Le mouvement s'est ensuite répandu dans le monde, en Europe et en Australie principalement via une constellation de think-tanks coordonnés par le réseau Atlas (Atlas Network), créé en 1981 par le Britannique Antony Fisher, financièrement soutenu par des milliardaires américain comme les frères Koch et soutenu par la Heritage Foundation, l'Institute for Economic Affairs du Royaume-Uni et l'Institut Koch selon Gamble (2013). Le réseau Atlas revendique aujourd'hui 589 think tanks ou institutions partenaires dans 103 pays, et il fait partie des lobbies présents à Bruxelles, soutenant par exemple le Forum européen de la Liberté. Il promeut l'« alliance entre le libertarianisme économique (anti-régulation, anti-climat, anti-fiscalité) et l'ultraconservatisme sociétal (anti-avortement, anti-minorités, anti-migrants) ». Via l'ECIPE et d'autres think tanks, il influence le débat public et les politiques européennes, promouvant le libre-échange et s'opposant aux réglementations, en liens étroits avec diverses multinationales (selon l'Observatoire des multinationales). En 2023, le réseau Atlas Network revendiquait 589 think tanks et partenaires, dans 103 pays, avec un budget de 28 millions de dollars.

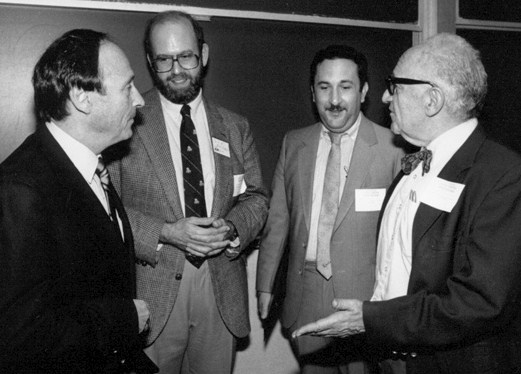
Burton Blumert, Lew Rockwell, David Gordon et Murray Rothbard.

Dans les années 1980, un schisme idéologique majeur a émergé entre le Cato Institute et l'économiste Murray Rothbard, l'une des figures centrales du libertarianisme américain, accompagné de Lew Rockwell et Ron Paul. Opposé aux compromis stratégiques du Cato Institute et des frères Koch, Rothbard critiquait leur approche jugée trop modérée et décida de se rapprocher d'une vision plus radicale et autrichienne du libertarianisme. Ce conflit donna naissance à la création de l'Institut Mises en 1982, à Auburn en Alabama, en hommage à l'économiste autrichien Ludwig von Mises.
L'Institut Mises, contrairement au Cato Institute, a adopté une ligne plus puriste, promouvant le libertarianisme radical, l'école autrichienne d'économie et une opposition stricte à l'intervention de l'État. Cette rivalité a permis au milieu libertarien de se diversifier et de toucher différents segments de la société,. « Mises Global » désigne l'essor et la prolifération des « Instituts Mises » dans de nombreux pays et régions depuis la première décennie du XXIe siècle,.

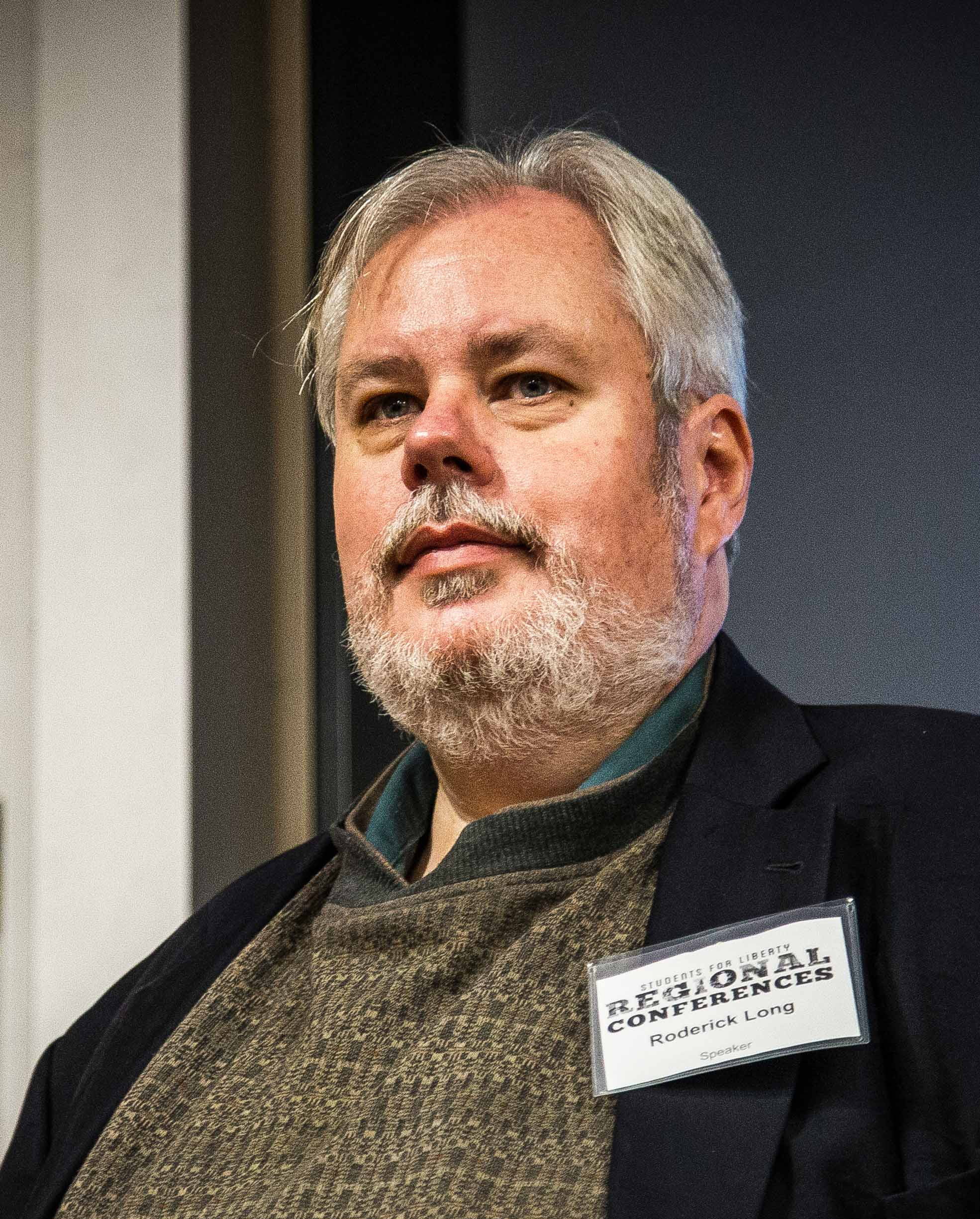
Roderick Long, anarchiste de marché, anticapitaliste et connu pour avoir été l'un des élėves de Rothbard.

Parallèlement à l'essor de ces organisations plus anarcho-capitalistes que sont le « Mises Global », le courant libertarien a également vu émerger, surtout à partir des années 2000, un think tank se disant d'une approche plus égalitaire socialement et se disant anarchiste de marché, voire agoristes, classés sous l'étiquette du « left-libertarianism » s'appelant le Center for a Stateless Society (C4SS),,, qui a été fondé en 2006, et inspiré par l'héritage anarchiste, mutualiste et individualiste américain, le C4SS promovoit un marché libre et anticapitaliste,,,, mais pas uniquement dépourvu d'interventions économiques de l'État, mais aussi des privilèges corporatistes et des monopoles considéré comme contraires à l'égalitarisme et créés par les governements. Un autre groupe, comme l'Alliance of the Libertarian Left, adoptent une orientation semblable, qui combine les principes libertariens (respect des libertés individuelles, rejet de la coercition étatique) à une sensibilité de justice sociale, d'égalité économique, de défense des minorités, une critique radicale des hiérarchies et des pouvoirs,,,.
En France, l'un des think tanks affiliés à l'Atlas Network devenus influents est l'Ifrap (Fondation pour la recherche sur les administrations et les politiques publiques), dédié selon l'observatoire des multinationales à une « droitisation des esprits », particulièrement visible dans les médias français.
Au Québec, le think tank affilié à l'Atlas Network est l'Institut économique de Montréal (IEDM), fondée en 1987 par Pierre Lemieux, ce think tank fait la promotion du libéralisme économique et du libertarienne dans les politiques publiques. L'IEDM milite auprès de la population et des gouvernements pour une réduction du rôle de l'État, pour une déréglementation des marchés et pour une plus grande liberté individuelle,,,,,,.
Selon le libertarien norvégien Nordbakken, le « principe libertarien » a pu connaitre un « décollage » international, grâce notamment à un « soutien financier étonnant »,

### Libertarianisme moderne

#### Aux États-Unis

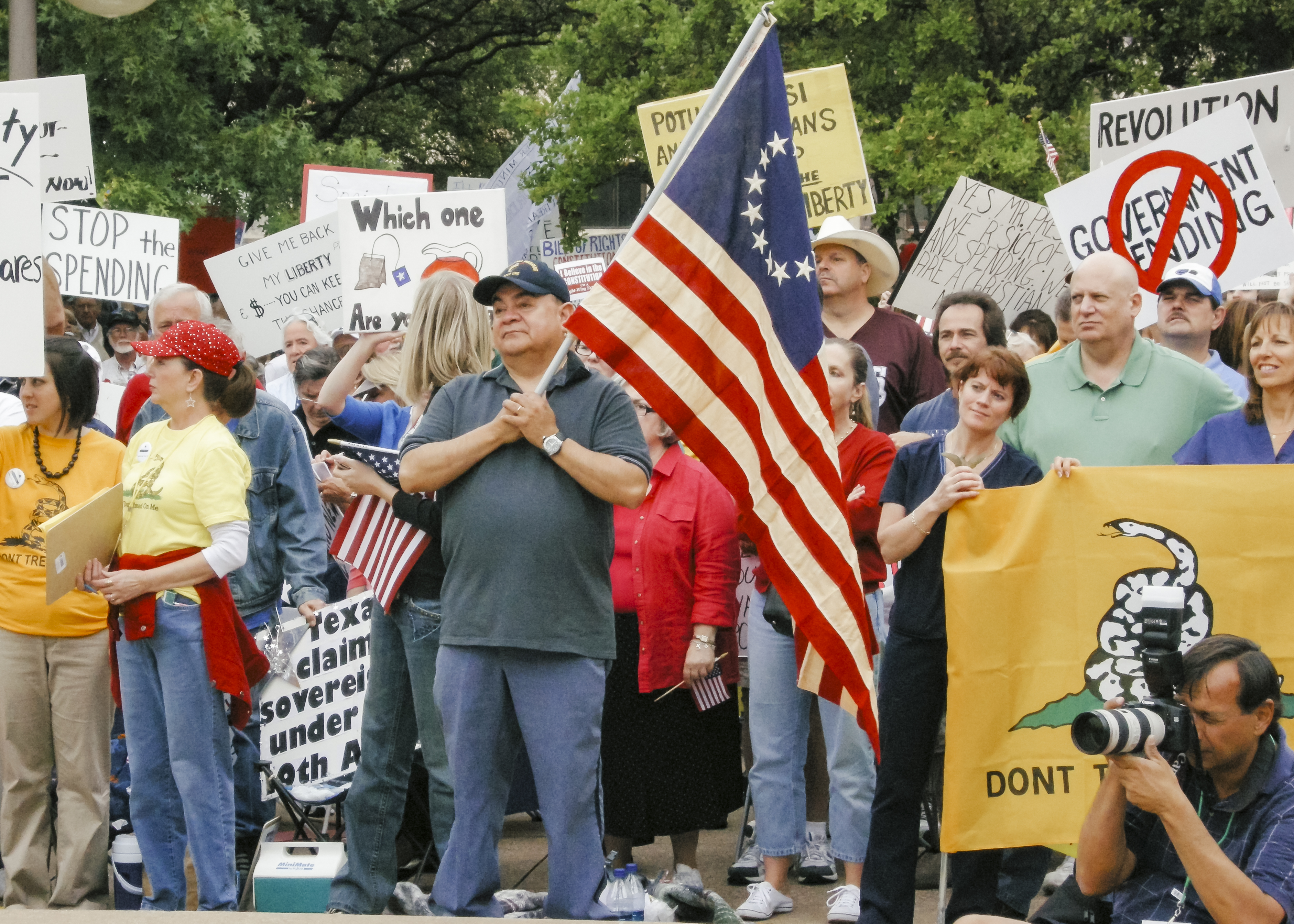
Manifestation du Tea Party, un mouvement libertarien américain, en avril 2009 à Dallas.

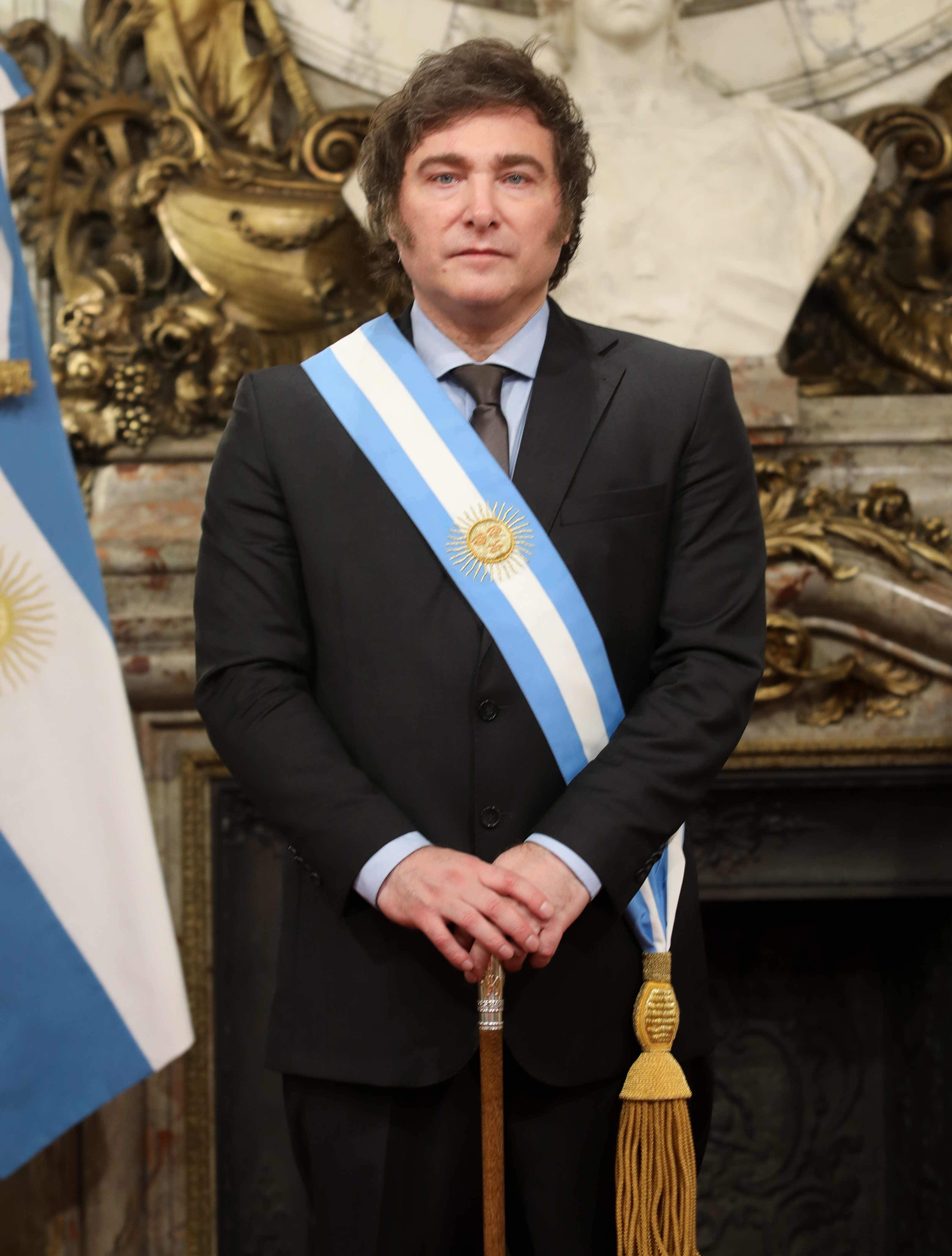
Javier Milei, président de la Nation argentine et chef du Parti libertarien argentin.

Dans une interview accordée au magazine Reason en 1975, le gouverneur de Californie Ronald Reagan a fait appel aux libertariens lorsqu'il a déclaré : « croire que le cœur et l'âme mêmes du conservatisme sont le libertarianisme ». Le républicain libertarien Ron Paul a ainsi soutenu la Campagne présidentielle de Reagan en 1980, étant même l'un des premiers élus du pays à soutenir sa campagne et a activement fait campagne pour Reagan en 1976 et 1980. Cependant, Paul a rapidement été déçu par la politique de l'administration Reagan après l'élection de Reagan en 1980 et s'est rappelé plus tard avoir été le seul républicain à voter contre les propositions budgétaires de Reagan en 1981,. Dans les années 1980, des libertaires tels que Paul et Rothbard, ont critiqué le président Reagan, Reaganomics et les politiques de l'administration Reagan pour, entre autres raisons, avoir transformé l'important déficit commercial des États-Unis en dette et car les États-Unis étaient devenue une nation débitrice pour la première fois depuis la Première Guerre mondiale sous l'administration Reagan,. Rothbard a soutenu que la présidence de Reagan a été « un désastre pour le libertarisme aux États-Unis » et Paul a décrit Reagan lui-même comme « un échec dramatique ».
Le parti libertarien américain est encore minoritaire mais en progression. Selon la commission électorale fédérale (FEC) le parti libertarien a obtenu 1,18% des voix, via 1 865 535 votes d'électeurs en 2020 (contre 1 275 971 en 2012),.
Aujourd'hui des milliardaires comme Elon Musk, PDG de Tesla et SpaceX ou Jeff Bezos, fondateur et PDG d'Amazon sont proches des thèses du libertarianisme idéologiquement.

#### En Europe du Nord
Le mouvement et l'idéologie du libertarianisme de droite s'est notamment installé dans les pays nordiques (en Suède, au Danemark, en Norvège [et dernièrement en Finlande] à partir des années 1980), selon « en réaction à héritage de l'état-providence, de la social-démocratie et du social-libéralisme, d'une manière qui souligne sa nature de contre-idéologie et de protestation ». En particulier, en Norvège, l'idéologie libertaire est devenu influente, à partir de la création à Bergen, par un groupe de jeunes étudiants de l' Ecole norvégienne d'économie et d'administration des affaires d'un groupe dit Bergen Libertarian Society, par la revue Ideer om Frihet (« Idées sur la liberté » dont le 1er éditorial citant Friedman, Hayek, Ludwig von Mises, Murray Rothbard et Israël Kirzner, Nordbakken disait : « (…) il ne suffit pas que nous, individuellement, soyons convaincus que les principes libertariens sont corrects. L'idée doit être diffusée (…). ». Selon Sigmund Knag, l'un des initiateurs de la revue : « personne n'a le droit de me faire faire faire quelque chose que je n'ai pas choisi » ou « ce qui est à moi est à moi ». Plus tard, c'est le parti (Fremskrittspartiet (parti du progrès) qui émerge, militant contre la fiscalité et les dépenses publiques, mais aussi contre l'« immigration non occidentale », alors que (y compris dans ce parti), d'autres libertariens prônaient, eux, une large ouverture des frontières. Ces derniers ont été expulsés du parti en 1994, et le libertarianisme est resté un élément clé de l'idéologie nationale-conservatrice du parti.

#### En France
En France, il existe depuis 1991 une association du nom d'ADEL (Association des étudiants libéraux, puis Association des libertariens), qui représente la tendance anarcho-capitaliste[source insuffisante].
Le 1er février 2013 a été constitué le premier mouvement politique français à vocation électorale se réclamant officiellement des thèses libertariennes : le Mouvement des libertariens. Il participe à sa première élection lors de l'élection législative partielle du 16 juin 2013 dans la 3e circonscription de Lot-et-Garonne où Stéphane Geyres (président du mouvement à cette époque) rassembla 56 voix, soit 0,17 % des suffrages exprimés. Ce mouvement est relancé en 2017 sous le nom « Parti libertarien » ; en 2024, il revendique un millier d'adhérents et présente un autre candidat, Nicolas Lemesle, aux élections législatives de 2024 dans les Hauts-de-Seine.
D'autres personnalités sont qualifiées de libertarien comme l'homme politique Alain Madelin ou Gaspard Koenig, auteur, fondateur du groupe de réflexion Génération Libre, est parfois qualifié par la presse de libertarien,, mais lui-même exprime ses différends avec les libertariens français, que ce soit sur le revenu universel, ou la place de l'État, Koenig étant pour son maintien.
En 2025, France Info rapporte par ailleurs que l'Élysée commande des notes à des sociétés spécialisées des réseaux sociaux afin de surveiller des influenceurs libertariens en France,. Selon Mediapart, l'extrême droite française utiliserait de plus en plus une rhétorique de haine de l'impôt et de critique du modèle social français en s'appuyant sur les idées libertariennes pour diffuser ses idées, formant ainsi un « néofascisme libertarien »,.

## Principes philosophiques
Les différentes branches du libertarianisme reposent sur un socle commun de principes, bien que leur interprétation et leur mise en pratique puissent varier. Cette philosophie politique met au cœur de sa réflexion la primauté de la liberté individuelle, considérée comme un droit fondamental, et prône une organisation sociale fondée sur la responsabilité personnelle, le respect des droits de propriété et l'absence de coercition étatique. Malgré certaines divergences internes, ces courants libertariens partagent un ensemble de convictions essentielles, dont voici les principales,:
| Principe                          | Description |
| --------------------------------- | --- |
| Liberté comme valeur fondamentale | Le libertarianisme considère la liberté comme une valeur essentielle dans les rapports sociaux, les échanges économiques et le système politique. Issu du libéralisme, il prône la liberté individuelle comme un droit naturel, fondé sur le respect des droits de propriété et l’existence d’un marché libre. La liberté, selon cette philosophie, ne se limite pas à l’absence de contraintes externes, mais implique aussi le respect volontaire des autres et la reconnaissance de la souveraineté de l’individu sur lui-même. |
| Axiome de non-agression           | Le libertarianisme repose sur l’axiome de non-agression (ou principe de non-agression), qui interdit toute coercition ou violence initiée contre un individu ou sa propriété. Ce principe, fondamental dans l’éthique libertarienne, signifie que toute interaction entre individus doit être basée sur le consentement. Ainsi, les transactions économiques, les contrats sociaux et les relations interpersonnelles doivent être volontaires et non imposés par une autorité extérieure. L'État, en tant qu’entité monopolistique de la coercition, est souvent perçu comme une violation de cet axiome.                                                          |
| Propriété et économie de marché   | Dans la vision libertarienne, les droits de propriété sont inséparables de la liberté individuelle. Chaque individu est considéré comme propriétaire de son corps, de son travail et des ressources qu’il acquiert légitimement . Le marché libre est vu comme le moyen le plus efficace et éthique d’allocation des ressources, où les interactions sont régies par le droit contractuel et la coopération volontaire plutôt que par des régulations coercitives. Ce principe exclut toute forme de redistribution forcée ou d’interventionnisme étatique dans l’économie, car ces actions sont considérées comme des atteintes aux droits naturels des individus. |
| Opposition à l’étatisme           | Le libertarianisme s’oppose à l’étatisme, vu comme un système politique fondé sur la coercition, la taxation forcée et la réglementation imposée. Les libertariens estiment que l’État limite la liberté des individus en imposant des lois et des taxes non consenties. Ils privilégient des alternatives basées sur la coopération libre et volontaire, où les services traditionnellement assumés par l’État (justice, sécurité, éducation) pourraient être fournis par des entreprises privées, des associations ou des structures communautaires. |

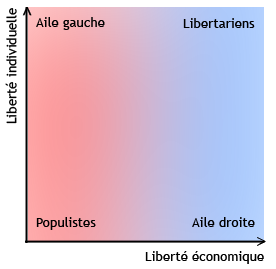
Diagramme de Nolan.

Le libertarisme échappe à un positionnement politique classique de par ses thèses qui le situent à la fois à gauche au plan sociétal et des libertés individuelles : liberté d'expression, liberté de circulation, liberté sexuelle, légalisation des stupéfiants… Et à droite au plan des libertés économiques : respect de la propriété privée, libre-échange, diminution drastique voire abolition de la fiscalité… Des théoriciens comme Robert Nozick, Milton Friedman et Murray Rothbard font partie des principaux auteurs nourrissant cette philosophie politique.
David Nolan, fondateur du parti libertarien américain,  a créé un diagramme pour démontrer sa doctrine, diagramme largement critiqué par les non-libertariens[réf. nécessaire] car ne montrant, selon eux, que les thèmes que défendent les libertariens (libéralisme économique et libertés individuelles au sens libéral), sans prendre en compte les idées défendues par les autres courants politiques.

### Économiques
Tout bien est susceptible d'être prêté ou transmis par acquisition conventionnelle (vente, échange, troc ou donation), pour cause de décès (testament) ou par prescription acquisitive. L'extra-commercialité, la res communis, la collectivité et les restrictions dans l'intérêt public (telles la servitude publique, l'expropriation pour cause d'utilité publique, la nationalisation) ne sont pas reconnues. L'occupation originaire désigne tout bien sans maître, toute res nullius ou terra nullius (y compris d'une ressource naturelle), qui n'a pas encore de propriétaire ou dont le propriétaire a fait déréliction, peuvent faire l'objet d'une acquisition originaire par simple prise de possession. Par conséquent, des biens-fonds dans l'usage commun par nature (régions impropres à la culture, eaux publiques) sont susceptibles d'occupation. La réparation, en cas de violation du droit de propriété, restitution du bien ou dédommagement (dommages-intérêts).

### Sociétaux
Pour les libertariens, l'État détient la fonction régalienne de justice et de protection des individus contre les crimes et délits. Un État minimal doit avoir pour fonction d'assurer la sécurité de ses ressortissants. C'est la théorie défendue par Nozick et Rand. Le libertarianisme repose sur l'idée que chaque être humain possède des libertés et droits fondamentaux. Le libertarianisme veut limiter les obligations sociales imposées par le politique au profit du libre choix de chaque individu. La libre circulation de soi, d'aller et venir est autorisée au même titre que la libre disposition de soi, tant que cela est consenti. Toute personne est pleinement propriétaire d'elle-même. L'avortement, l'euthanasie, la prostitution, la procréation médicalement assistée et la gestation pour autrui est autorisée tant que cela est clairement consenti.
La liberté de circulation et le cosmopolitisme (et donc d'ouverture des frontières) sont deux des nombreux « concepts » de l'idéologie libertarienne ; ce sont selon Anderson et Michael Freeden,, cependant des concepts plutôt périphériques de l'idéologie libertarienne ; ils permettent de lui donner du sens, mais « il est logique qu'il puisse ainsi être sacrifié afin de résoudre des contradictions intrinsèques (Cooper) ou de s'adapter au dogme mis à jour concernant l'universalisme (Slobodian) ».
Le libertarianisme repose sur l'émancipation qui s'oppose à l'assujettissement, d'où découlent une philosophie et une organisation de la vie en société permettant à chaque individu de jouir d'un maximum de liberté. Pour les libertariens, la dichotomie entre « libéralisme économique » et « libéralisme politique » est artificielle ; elle permet de définir plus précisément ce qu'est la liberté appliquée à des domaines différents. Au sens large, le libertarianisme prône une société fondée sur la liberté d'expression des individus dans le respect du droit et de la justice, du pluralisme et du libre-échange des idées. La satisfaction et l'expression libre de l'intérêt de chacun permettent une société qui valorise les meilleures adaptations. Elle doit joindre, d'une part, dans le domaine économique, l'initiative privée, la libre concurrence et son corollaire l'économie de marché, et d'autre part, dans le domaine politique, des pouvoirs institutionnels minimalistes et des contre-pouvoirs démocratiques égaux. Elle valorise ainsi le mérite comme fondement de la hiérarchie. Tout cela s'articule avec un État de droit où sont respectées les minorités jusqu'à la plus petite, l'État n'étant que le garant de cette liberté et de ce respect et devant rendre des comptes de son action. Ainsi, cela implique le respect du pluralisme et une adaptation aux évolutions sociétales.
Enfin, quelques penseurs libertariens reconnaissent à l'État de nombreuses fonctions telles que la protection de l'environnement, la construction des réseaux de communication, l'enseignement. En effet, ils considèrent que la fourniture de ces biens et services collectifs ne pourrait pas être créée qualitativement sur le marché sans la puissance publique. Dans cette famille, assez proche du libéralisme classique, on trouve notamment Hayek, Buchanan et Milton Friedman.

### Dans l'architecture et l'urbanisme
Selon Rowland Atkinson et Liam O'Farrell, la pensée libertarienne a aussi suscité des formes urbaines et architecturales émergentes particulières (qu'ils désignent par le terme « libertecture »), supposées mettre en avant les principes de liberté individuelle et marchande sans entrave, mais paradoxalement parfois enfermantes : ce sont des bâtiments, quartiers et infrastructures qui, selon ces auteurs, « réfractent et amplifient les idées qui divisent dans les espaces sociaux et la pensée des résidents et des citoyens. Alors que l'urbanisme néolibéral était considéré comme sapant les villes socialement justes, les idées libertariennes amplifiées par les nouveaux environnements bâtis peuvent présager des conditions urbaines plus atomisées, inégales et insoutenables, empêchant potentiellement l'identification d'alternatives plus justes et de formes démocratiques », associés à des modes de gouvernance urbaine de plus en plus privés notamment développés aux États-Unis avec les gated communities sources d'une nouvelle ségrégation sociale par exemple en Californie du sud (l'avocat et chercheur en sciences politiques Evan McKenzie, en 2011, crée le concept de privatopia). Sept formes urbaines sont décrites : les villes privées, quartiers ou Résidence fermée, certains « espaces portails » (ex. : aéroports/héliports privés ou autres bâtiment/infrastructure facilitant le transport rapide entre certains lieux), les enclaves fiscales (où l'on échappe à l'impôt), les enclaves pionnières (incluant des colonies flottantes ou spatiales, envisagées comme des sociétés autonomes sans contrôle étatique), les espaces infinis (incluant des architectures numériques virtuelles, allant des comptes bancaires offshore aux éléments émergents du métaverse) et les « nécrotectures » (villes mortes, « quartiers zombies »ou espaces résidentiels sous-utilisés ou vides, souvent issus de la spéculation foncière ou d'autres investissements spéculatifs).

## Variantes et courants idéologiques
Il existe au sein de la mouvance libertarienne plusieurs tendances. Tous s'accordent sur le principe fondamental de souveraineté individuelle et de refus plus ou moins poussé de l'État régalien et de ses réglementations.

### Minarchisme

Drapeau du minarchisme.

Le minarchisme est une doctrine politique et économique issue du libertarianisme et du libéralisme classique, qui prône une intervention minimale de l’État dans la société et l’économie. Défendu par Robert Nozick et Ludwig von Mises, cette variante du libéralisme veut réduire l'État à ses fonctions régaliennes fondamentales, principalement destinées à protéger les libertés individuelles comme la protection des citoyens contre les agressions internes, assurée par la police, la garantie du respect des contrats et de l'ordre juridique, assurée par un système judiciaire impartial, ainsi que la défense du territoire national face aux menaces extérieures, assurée par une armée restreinte à la défense du pays uniquement. Toute autre forme d’intervention étatique est perçue par les minarchistes comme une violation directe des libertés individuelles et une entrave injustifiée à l'autorégulation spontanée du libre marché.
Cette idée repose sur la liberté individuelle maximale qui serait la condition essentielle à l’épanouissement personnel et à la prospérité économique. Les adeptes de cette doctrine considèrent que les individus, laissés libres de coopérer volontairement selon leurs intérêts respectifs, sont mieux à même de résoudre efficacement les problèmes auxquels ils font face, sans l’intervention coercitive de l'État. Le marché, vu comme un mécanisme naturel et auto-régulateur. Dans cette idéal, l'État est un simple garant des conditions nécessaires au bon fonctionnement des interactions. En cela, le minarchisme se distingue nettement de l’anarcho-capitalisme, qui rejette toute forme d'État, même minimal, et considère que le marché peut assumer intégralement l’ensemble des fonctions attribuées à l'État. Le terme « minarchisme » a été créé par l'agoriste Samuel Edward Konkin III dans le but de rire d'un point de vu péjoratif du positionnement politique des minarchistes,,,,.

#### Géolibertarianisme

Drapeau du géolibertarianisme.

Le géolibertarianisme, issu de la philosophie georgiste d'Henry George, prône l'instauration d'un impôt unique basé exclusivement sur la valeur de la terre. Selon cette doctrine, la rente foncière constitue une richesse générée non par l'effort individuel du propriétaire, mais par la communauté dans son ensemble, via les infrastructures publiques, la localisation géographique avantageuse ou encore le dynamisme économique local. De ce fait, les géolibertariens considèrent que cette rente doit être captée au profit de la collectivité pour financer des services publics essentiels tels que l'éducation, la santé, les infrastructures et la sécurité.
Cette approche vise à concilier justice économique et libertés individuelles en réduisant, voire éliminant, les formes traditionnelles de taxation jugées arbitraires, inefficaces ou nuisibles à l'activité productive et à l'initiative privée. En redistribuant les revenus fonciers sous forme d'un revenu universel aux individus non-propriétaires, le géolibertarianisme entend compenser les injustices économiques induites par la concentration de la propriété foncière sans remettre en question le droit à la propriété privée des biens issus de l'effort personnel, favorisant ainsi une société plus juste et incitant à l'innovation individuelle,,.

#### Paternalisme libertarien

Drapeau du paternalisme libertarien.

Bien que la liberté de choix individuel prime théoriquement sur tout, et que les individus seraient toujours les meilleurs juges de ce qui est dans leur intérêt, certains libertariens estiment toutefois que l'éducation obligatoire peut être nécessaire, voire bénéfique. Cette obligation éducative, placée sous l'autorité des parents ou d'autres institutions, serait ainsi vue comme un moyen d'assurer que chaque individu dispose des connaissances essentielles pour exercer pleinement et librement ses choix futurs. De plus, ces libertariens reconnaissent également qu'il existe des situations où des institutions privées ou publiques peuvent légitimement influencer les choix des individus, familles ou groupes, afin de favoriser leur propre bien-être, en orientant subtilement leurs décisions vers des options jugées préférables ou plus éclairées.
Ce positionnement rapproche ainsi certains libertariens d'une forme de paternalisme, tel que conceptualisé par Cass Sunstein (juriste) et Richard Thaler (économiste behavioriste). Selon ces auteurs, ce paternalisme « doux » ou « libertarien » a pour objectif explicite d'éviter les effets indésirables résultant de choix individuels insuffisamment éclairés, qui pourraient être aléatoires, arbitraires ou même nuisibles. Ce paternalisme, affirment-ils, doit être « susceptible de promouvoir le bien-être des gens, convenablement défini », tout en affirmant préserver leur autonomie décisionnelle. L'individu demeure donc, en dernière instance, libre de faire son propre choix, même lorsque son environnement décisionnel est structuré de manière à orienter naturellement ses préférences vers des décisions bénéfiques,.

#### Libertarisme de gauche

Drapeau du minarchisme de gauche (idée qui fait partie du libertarisme de gauche).

Le libertarisme de gauche est une philosophie politique visant à concilier la liberté individuelle avec une répartition équitable des ressources naturelles. À l'inverse du libertarisme traditionnel, qui défend une conception absolue et exclusive de la propriété privée, le libertarisme de gauche considère les ressources naturelles comme un patrimoine commun devant être distribué de manière juste et équitable. Cette vision rejette donc l'accaparement des ressources par une minorité privilégiée, favorisant au contraire une gestion démocratique et collective des richesses naturelles afin de garantir à tous un accès égalitaire à ces ressources essentielles.
Par ailleurs, le libertarisme de gauche adopte une posture radicalement pacifiste, rejetant explicitement la guerre, le militarisme et le nationalisme. Il perçoit ces phénomènes comme des instruments oppressifs, générateurs de domination et de privation des libertés individuelles. Prônant la non-agression, cette philosophie politique met en avant la coopération et la solidarité entre individus, recherchant activement des modalités de coexistence harmonieuses fondées sur le partage équitable et l'entraide. Ainsi, elle ambitionne de réduire significativement les inégalités économiques et les déséquilibres de pouvoir, tout en préservant les libertés fondamentales et en favorisant l'intérêt collectif et la justice sociale.

#### Libertarianisme nationaliste

Drapeau du libertarianisme nationaliste, variante verte avec un motto légèrement différent et une épée initialement inexistente sur le drapeau de Gadsden.

Le libertarianisme nationaliste constitue une tendance particulière au sein du libertarianisme de droite qui allie une forte défense des libertés individuelles à un nationalisme clairement affirmé, ainsi qu'à la préservation de l'identité ethnique nationale dominante et des valeurs culturelles et traditionnelles. Ce courant considère que la souveraineté nationale, incarnée par un État minimal (minarchiste), et une forte cohésion culturelle sont essentielles au maintien de la liberté individuelle. Les adeptes du libertarianisme nationaliste soutiennent notamment la sécession territoriale comme moyen de garantir l'émancipation des groupes ethniques majoritaires. Ils expriment également une forte opposition au mondialisme et à l'immigration de masse, perçus comme des vecteurs d'expansion de l'État et de contraintes liberticides. Selon les analyses de Jeff Deist et Ryan McMaken, le multiculturalisme imposé constituerait ainsi un danger majeur, servant souvent de prétexte à une intervention étatique croissante sous couvert de diversité et d'intégration,.
Ce mouvement est représenté politiquement par des organisations telles que le Libertarian Party of New Hampshire aux États-Unis, connu pour ses positions très controversées sur l'immigration et son opposition à ce qu'il perçoit comme une diversité imposée. Un autre exemple notable est celui du parti israélien Zehout, fondé par Moshe Feiglin, qui combine explicitement un programme libertarien économique à un nationalisme sioniste radical. Cependant, le Libertarian Party of New Hampshire a été particulièrement critiqué en raison de ses déclarations radicales et de ses stratégies provocatrices sur la liberté d'expression, certaines interventions ayant été jugées racistes ou antisémite. Ainsi, bien que le libertarianisme nationaliste gagne en visibilité, il demeure sujet à controverse au sein du libertarianisme global, certains y voyant une contradiction fondamentale avec les principes universels de défense des droits individuels et une négation du multiculturalisme au profit d'une homogénéité culturelle et nationale rigide,,,,,,,,,,,,,,,,.

### Anarcho-capitalisme

Drapeau de l'anarcho-capitalisme.

L’anarcho-capitalisme, dont Gustave de Molinari (considéré comme le premier anarcho-capitaliste) ainsi que Murray Rothbard et David Friedman sont les figures principales de cette variante et remettent en question l’existence même de l’État. Ce courant de pensée, influencé par le libéralisme et l'anarchisme, considère que toute forme d’autorité étatique est inutile, mais aussi dommageable. Selon les défenseurs de cette idée, l’État, par son interventionnisme de coercition, représente une menace constante pour les libertés individuelles et ainsi d'être une obstruction au progrès humain d'un point de vue social, économique et moral. Ils veulent une société fondée exclusivement sur le libre-échange, la concurrence ouverte et le volontarisme consentie entre les individus, affirmant qu'une organisation de la société sans État peut garantir l'harmonie et la prospérité.
Cette philosophie réside un attachement inconditionnel aux droits naturels. Parmi ces droits essentiels figurent le droit absolu de chacun à disposer librement de son corps, la « propriété de soi-même », et de ses biens personnels. En outre, l'anarcho-capitalisme affirme une vue radicale de la propriété privée, considérée comme inviolable et inaliénable, qui doit être protégée individuellement contre toute forme d'agression extérieure ou d'ingérence autoritaire,,,,,,,. Pour les défenseurs de ce courant, une telle organisation fondée sur la reconnaissance absolue de la propriété privée offrirait une meilleure garantie de paix sociale, mais aussi les conditions parfaite pour l’épanouissement individuel et communautaire.

#### Anarchisme de marché

Drapeau de l'anarchisme individualiste, représentant aussi l'anarchisme de marché.

L'anarchisme de marché est une philosophie politique et économique anarchiste qui prône un marché véritablement libre et complètement dérèglementé, fondé exclusivement sur des échanges volontaires, mutuellement bénéfiques et éthiques entre individus. Cette approche s'oppose catégoriquement au capitalisme, dénonçant particulièrement l'intervention étatique sous toutes ses formes, telles que l'étatisme, ainsi que les monopoles privés ou publics, notamment ceux issus du corporatisme ou des corporations. L'anarchisme de marché rejette également les privilèges économiques et sociaux imposés artificiellement par une autorité centrale ou par des formes de propriété privée non inclusives et coercitives, qui tendent à fausser la libre concurrence et à créer des déséquilibres au sein des relations commerciales et sociales.
Inspiré par des penseurs tels que Benjamin Tucker, Lysander Spooner, Josiah Warren, Roderick Long et Kevin Carson, l'anarchisme de marché propose une organisation économique où aucun acteur ne profite de conditions préférentielles ou d'avantages injustement garantis par une structure dominante, notamment l'État. Bien qu'il soit parfois rapproché de l'anarcho-capitalisme, il se positionne généralement plus à gauche, en mettant particulièrement l'accent sur l'égalité effective des conditions d'échange, l'autonomie individuelle et l'importance fondamentale de la coopération, du partage et de l'entraide entre tous les individus,,,,,,,,,.

#### Agorisme

Drapeau de l'agorisme.

L'agorisme, défini par Samuel Edward Konkin III, est une philosophie libertarienne qui encourage l'« action directe » sur le marché, en développant des échanges volontaires hors de la sphère étatique. Cette approche valorise particulièrement la contre-économie, c'est-à-dire l'ensemble des activités pacifiques mais illégales, réalisées sur le marché gris ou noir. Ces marchés clandestins deviennent ainsi des moyens concrets de résister au pouvoir politique, de limiter progressivement l'influence et la portée de l'État ainsi que des institutions coercitives.
En favorisant l'expansion des échanges informels et incontrôlés par les gouvernements, l'agorisme vise à transformer graduellement la société vers un ordre entièrement basé sur des relations libres et mutuellement bénéfiques. Dans ce paradigme, les individus s'appuient de plus en plus sur des méthodes d'achat et de vente inaccessibles aux gouvernements, empêchant ainsi ces derniers de prélever des taxes nécessaires à leur fonctionnement. À terme, cette dynamique de marchés souterrains conduirait à un affaiblissement tel de l'État qu'elle mènerait à son abolition complète,. L'agorisme ainsi que les idées développées par Konkin sont généralement rattachés à l'aile gauche au sein de la pensée rothbardienne,,,,.

#### Volontarisme

Drapeau du volontarisme.

Le volontarisme est une philosophie politique qui repose sur le principe du consentement volontaire comme fondement essentiel des interactions humaines. Il rejette fermement toute forme de coercition, qu'elle soit issue de l'État ou provenant du secteur privé, et affirme que toutes les relations sociales, économiques et politiques doivent impérativement être fondées sur l'accord mutuel et volontaire des individus concernés. Ce courant philosophique, inspiré de l'anarcho-capitalisme, défend avec force la souveraineté individuelle, les droits naturels, le libre-échange et la propriété privée. Il prône ainsi l'abolition de l'État en tant qu'institution coercitive mais veulent l'instauration d'un État non coercitif et entièrement volontaire pour remplacer les institutions qui existent actuellement.
Le volontarisme s'oppose vigoureusement à toute domination par la force d'un homme sur un autre, et par conséquent à toute forme de fiscalité imposée et qui prive l'homme de son droit de propriété. La domination par les lois de marché, qu'il appelle la force indirecte, est par inacceptable. Seule une fiscalité volontaire est admissible. Le vote à la majorité qu'il perçoit comme une émanation socialiste porte le risque fondamental d'instaurer un État providence. Parmi les principaux penseurs ayant largement influencé cette idéologie, figure notamment Auberon Herbert, considéré comme une référence incontournable du volontarisme,,,,.

#### Paléo-libertarianisme et libertarianisme conservateur

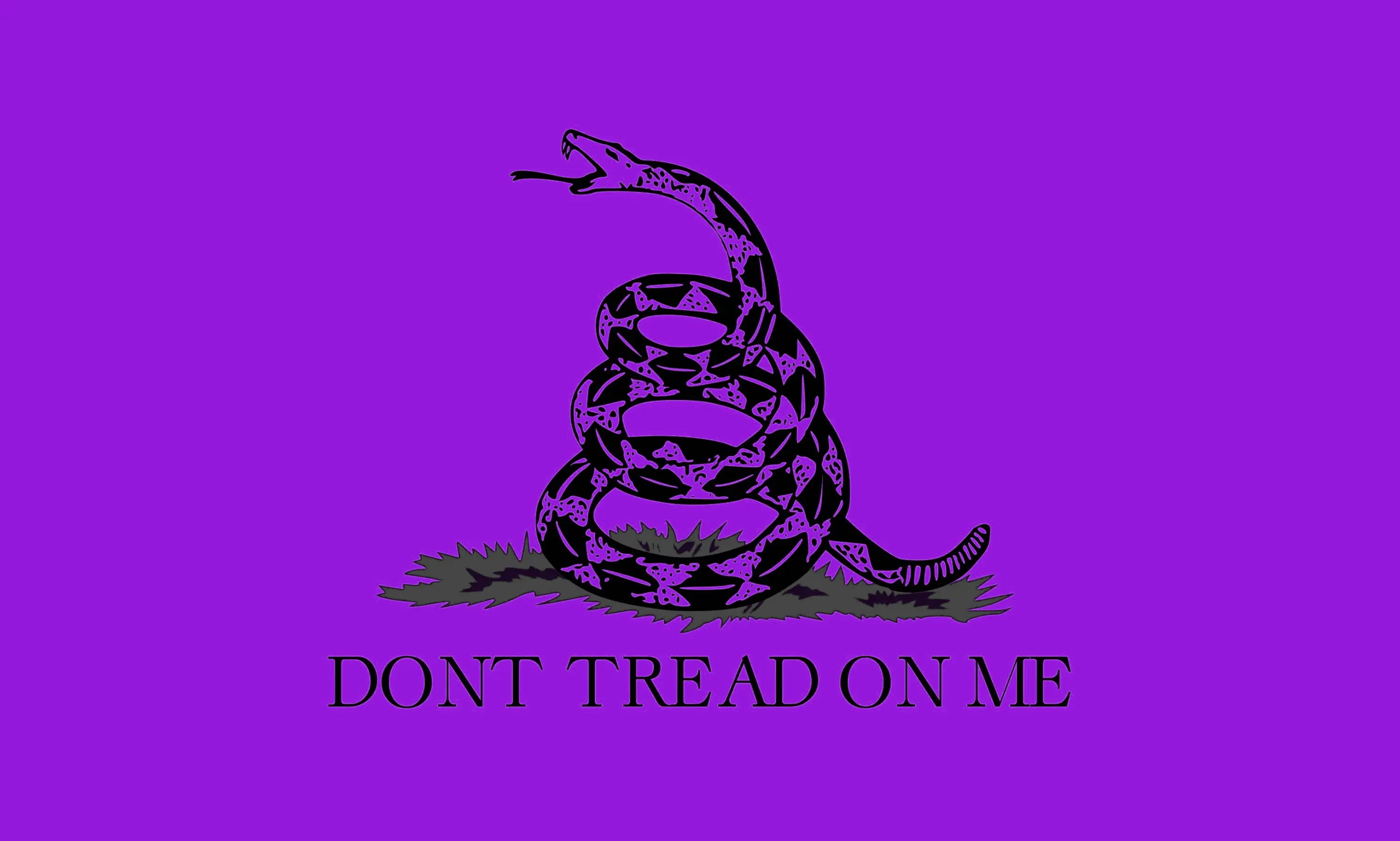
Drapeau du paléo-libertarianisme, variante mauve du drapeau de Gadsden.

Le paléo-libertarianisme est un courant politique qui combine une approche anarcho-capitaliste tant sur le plan économique que politique, tout en adoptant une vision socialement conservatrice. Ce courant, d'inspiration qui peut aussi être considéré comme réactionnaire, critique fortement les tendances progressistes et modernistes présentes au sein du libertarianisme classique. Il prône une économie de marché totalement libre et défend un rejet absolu de l'État et de son intervention dans la société. Le paléo-libertarianisme partage ainsi de nombreux points communs avec le libertarianisme conservateur et le paléo-conservatisme, et est parfois qualifié de « libertarianisme de droite ».
Aux États-Unis, certains libertariens-conservateurs préfèrent s'engager politiquement au sein du Parti républicain plutôt que du Parti libertarien, notamment en raison de leurs positions sur les questions sociales et culturelles. Parmi les principaux représentants de ce courant, on peut citer Hans-Hermann Hoppe, dont la pensée a donné lieu à la variante dite « hoppéenne », Lew Rockwell, initiateur du rockwellisme, ainsi que Murray Rothbard dans la période tardive de son œuvre. Ces auteurs incarnent une orientation conservatrice du libertarianisme, mettant en avant les valeurs traditionnelles et une vision radicalement anti-étatique,,.

### Autres courants
Le libertarianisme chrétien se distingue parfois du christianisme libertarien (en) par sa manière de concilier l'autorité religieuse et la souveraineté de l'individu. Certains auteurs soutiennent que le libertarianisme chrétien met davantage l'accent sur l'interprétation littérale des Écritures pour défendre la propriété privée et la liberté économique, tandis que le « christianisme libertarien » insiste plus sur le message social du christianisme,,,,.
Le libertarianisme islamique (en) s’apparente à une application des principes libertariens dans un contexte musulman. Certains auteurs, comme Mustafa Akyol, avancent que l’islam n’est pas incompatible avec la liberté de marché et la responsabilité individuelle, et qu’il existerait une longue tradition de réflexion sur la liberté dans la pensée islamique,.
Le féminisme libertarien est illustré par des figures comme Wendy McElroy,,,, et Suzanne La Follette. Il prône l’autonomie individuelle et la liberté de choix comme fondements de l’égalité hommes-femmes, considérant que les droits de propriété et la liberté d’échange peuvent servir l’émancipation des femmes,,,.
Le libertarisme vert (en) postule qu’un libre marché, encadré par la responsabilité individuelle et la propriété privée, peut aboutir à des résultats bénéfiques pour l’environnement. Les partisans de ce courant s’appuient notamment sur la théorie du « free-market environmentalism », selon laquelle le jeu des incitations économiques dans un régime de droits de propriété clairement définis favoriserait la préservation des ressources naturelles.

## Sociétés libertariennes
Il y a eu au cours de l'histoire quelques projets de mise en pratique des principes libertariens pour organiser une cité.
Par exemple, le « Free State Project », lancé en 2001 par l'universitaire Jason Sorens. Ce projet encourage les libertariens à s'installer en grand nombre dans l'État du New Hampshire, aux États-Unis. L'objectif est de former une masse critique de résidents partageant les mêmes valeurs, afin d'influencer les politiques locales dans un sens plus conforme aux idéaux libertariens, notamment en matière de fiscalité, de réglementation, de justice, de libertés individuelles et de déclarer, dans un futur proche, son indépendance dans le but de devenir un pays souverain. Les participants s'appuient sur le contexte politique décentralisé du New Hampshire pour tenter de construire, au fil du temps, une société plus libre et moins interventionniste,,.

Drapeau du Liberland.

Nous pouvons aussi nommer des projets comme « La République de Minerve » voulant créer une micro-nation anti-interventionniste dans l'océan pacifique au sein des îles Tonga et le « Liberland » établie sur une bande de terre non revendiquée d'environ 7 km² située entre la Croatie et la Serbie, sur la rive occidentale du Danube. Fondée le 13 avril 2015 par le Tchèque Vít Jedlička,,,.
Glenn Beck a créé le projet « Independence » visant à réaliser une ville autonome fonctionnant selon les principes libertariens. Au même moment, le projet « The Citadel » voit le jour et vise à construire une citadelle libertarienne dans les montagnes de l'Idaho.

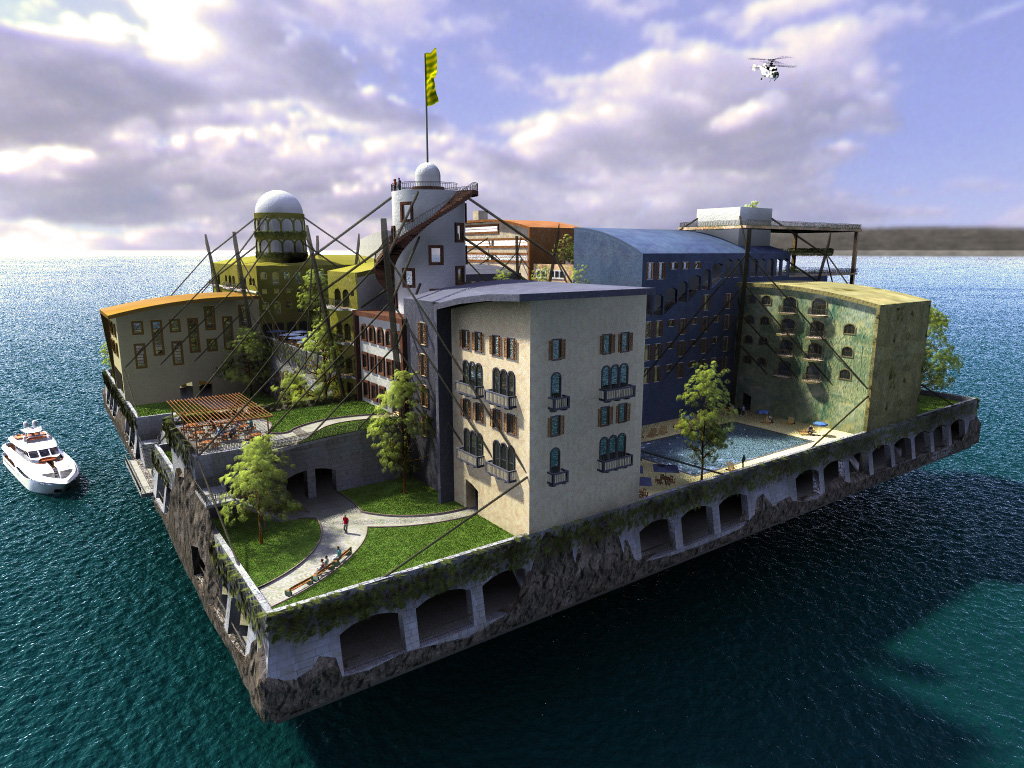
Projet de ville flottante du Seasteading Institute dans laquelle on pourrait vivre selon les principes libertariens.

Créé à l'initiative de Patri Friedman, petit-fils de l'économiste américain Milton Friedman, l'institut Seasteading ambitionne de créer des îles artificielles dans les eaux internationales pour y vivre selon les principes libertariens. L'institut est notamment financé par Peter Thiel, fondateur de PayPal.
Certains penseurs libertariens ou chercheurs s'intéressant aux sociétés sans État citent parfois l'Irlande médiévale (système de la loi brehone) comme un exemple historique de structure décentralisée et en grande partie fondée sur des règles coutumières plutôt que sur un pouvoir centralisé. Dans l'Irlande pré-normande, les conflits étaient régulés par des juges itinérants (les « brehons »), tandis que l'autorité se divisait entre de nombreux clans et royaumes locaux, ce qui offre, selon certains auteurs, des similarités avec des principes libertariens (responsabilisation individuelle, accords privés, recours limités à un pouvoir central),,.
De même, la période de la communauté libre (930-1262) en Islande médiévale est souvent mise en avant par certains économistes et historiens libertariens. Durant cette époque, l'Islande possédait un Althing (assemblée législative et judiciaire) qui prenait des décisions collectives, mais sans véritable autorité exécutive centralisée ; l'application des lois et le règlement des différends reposaient largement sur les individus et les chefs de clan. Cette forme de gouvernance est parfois présentée comme un exemple précoce de « société de droit privé », malgré ses limites et les conflits qui ont pu survenir.
Certains auteurs libertariens ou anarcho-capitalistes citent souvent la Somalie de l'après-1991 comme un exemple de société ayant fonctionné avec un État central très affaibli, voire quasiment inexistant. Après l'effondrement du gouvernement central somalien, les structures locales, notamment claniques, ont pris une importance accrue. La loi xeer, un système de droit coutumier géré par les anciens, aurait partiellement encadré les échanges et les conflits. Selon ces auteurs, la Somalie illustre la possibilité d'une relative organisation sans autorité étatique forte, allant même jusqu'à dire que la Somalie s'en sort mieux sans État qu'avec un tel système. Toutefois, cette interprétation est controversée : de nombreux spécialistes soulignent que les luttes entre factions armées, l'absence de stabilité politique et la faiblesse de l'infrastructure économique ont grandement entravé la sécurité et le développement du pays,,,.

## Organisations notables

Organisation membre de l'Alliance internationale des partis libertariens en 2013
Organisation membre observatrice de l'Alliance internationale des partis libertariens en 2013

L'association Atlas Network a pour but de favoriser des politiques de type libertarienne dans le monde.
Le libertarianisme a une existence politique dans plusieurs pays, en particulier ceux de tradition anglo-saxonne, où ses idées ont trouvé un terreau favorable. L’influence du libertarianisme varie selon les contextes politiques et culturels, son impact étant souvent plus marqué dans les débats économiques que dans les choix électoraux et est souvent représentés par des groupes de réflexion et des partis prônant la libre entreprise et la réduction des taxes :
| Pays             | Parti(s) libertarien(s)                        | Année de création | Source  |
| ---------------- | ---------------------------------------------- | ----------------- | ------- |
| États-Unis       | Parti libertarien, Parti républicain (faction) | 1971              | [ 219 ] |
| Canada           | Parti libertarien du Canada                    | 1973              | [ 220 ] |
| Nouvelle-Zélande | Libertarianz, ACT New Zealand                  | 1994              | [ 221 ] |
| Royaume-Uni      | Libertarian Party of the UK                    | 2007              |         |
| Pologne          | Union de la politique réelle (UPR)             | 1990              | [ 222 ] |
| Costa Rica       | Movimiento Libertario                          | 1994              |         |
| Pays-Bas         | Parti libertarien des Pays-Bas (nl)            | 1993              |         |
| Suède            | Parti libéral classique                        | 2004              | [ 223 ] |
| Suisse           | Parti libertarien de Genève                    | 2014              | [ 224 ] |
| Australie        | Parti libertarien d'Australie                  | —                 | [ 225 ] |
| Allemagne        | Partei der Vernunft                            | 2009              | [ 226 ] |
| Russie           | Parti libertarien de Russie                    | 2008              | [ 227 ] |
| Argentine        | Parti libertarien                              | 2019              | [ 228 ] |

## Critiques
Pour Philippe Van Parijs, l'argumentation libertarienne poussée à ses limites conduit à adopter une position « réal-libertarienne », interventionniste (voir aussi Gerald Cohen, du courant du marxisme analytique et qui défend une position libertarienne de gauche), qui remplace la liberté formelle des auteurs libertariens classiques par le principe d'une liberté réelle maximale pour tous. Une des critiques fréquentes accuse le libertarianisme d'être une liberté faussée en particulier par l'argent, ce qui conduit les minarchistes à défendre le concept d'une allocation universelle et à autoriser les interférences de l'État dans des cas exceptionnels (par exemple lorsque des actes rationnellement motivés au niveau individuel conduisent à des irrationalités collectives, limitant la liberté réelle de chacun : l'État pourrait ainsi interdire, par exemple, aux agriculteurs d'utiliser des engrais dont le rejet dans la mer, par la prolifération d'algues, restreindrait la liberté des pêcheurs).
Néanmoins, au sein même du mouvement libertarien américain, des voix se sont élevées pour dénoncer l'influence jugée excessive des frères Koch. Ainsi, Lew Rockwell, ancien collaborateur de Murray Rothbard, s'est montré critique à l'égard de cette déviation des principes libertariens au profit d'intérêts privés, disant même que les Kochs ont tentés de détruire l'Institut Mises en incitant à le boycotter, plus tard, à la suite du schisme entre Rothbard et le Cato Institute. Rockwell, citant le livre Radicals For Capitalism par Brian Doherty, a dénoncé la tentative de Charles Koch d'avoir voulu supprimer le nom de Rothbard de la sphère publique. De son côté, Samuel Edward Konkin III a popularisé le terme « Kochtopus » pour illustrer le réseau tentaculaire d'institutions financées par les Koch, accusé d'étouffer la pluralité et la radicalité originelles du mouvement. Au-delà des cercles libertariens, la journaliste Jane Mayer présente l'influence de la famille Koch en politique à travers les années, comme leur corporatisme, leur implication et leur présence dans l'exploitation pétroliaire durant les années 30 et 40 en Union Soviètique et en Allemagne nazi, ainsi que d'autres exemples d'oligarchie dénaturant les idéaux de liberté individuelle,.
Dans Le Capitalisme de l’apocalypse (2025), l’historien Quinn Slobodian analyse l’émergence d’un « libertarianisme transnational » dont l’objectif serait de créer des enclaves économiques ou juridictionnelles échappant aux contraintes légales et politiques des États-nations. Selon Slobodian, cette quête d’une liberté économique sans limites s’appuie sur l’idée que la compétitivité et l’innovation seraient freinées par la réglementation et la démocratie représentative. Il souligne cependant que, pour atteindre cet « idéal », les libertariens s’allient fréquemment à des acteurs économiques majeurs (entreprises multinationales, hedge funds, etc.) dont la puissance financière garantit la création de « zones franches » et de « micro-États ».
Les libertariens rejettent cette critique en s'appuyant sur les importants fonds privés des associations caritatives qui financent des œuvres de bienfaisance comme l'éducation et la santé des démunis partout dans le monde, avec comme exemples courants le Fonds mondial pour la nature, la Fondation Rockefeller ou la fondation Bill-et-Melinda-Gates. Les libertariens estiment que le bénévolat privé est réduit d'autant plus qu'augmente la redistribution publique, et réciproquement. Pour le linguiste Noam Chomsky, « la version américaine du “libertarisme” est une aberration – personne ne la prend vraiment au sérieux. Tout le monde sait qu'une société qui fonctionnerait selon les principes libertariens américains s'autodétruirait en quelques secondes. La seule raison pour laquelle certains font mine de la prendre au sérieux, c'est qu'ils peuvent s'en servir comme d'une arme. […] C'est une aberration exclusivement américaine qui n'a rien de très sérieux ».